# قازان بولاق
قازان بولاق وهي قرية تقع في ناحية ليلان (قرة حسن) في محافظة كركوك شمال العراق.